# امیرکا
ابو محمد حسن امیرکا یا میر کیا بن ابوافضل ثائری معروف به امیرکا یکی از علویان و پسر سوم ابوالفضل الثائر بود که در رقابت بر سر حکومت بر هوسم شرکت داشت. او معاصر با ابن داعی و ابومحمد ناصری بود و روابط پر فراز و نشیبی با این دو داشت. سرانجام در نبردی از ابومحمد ناصری که توسط بوییان حمایت می‌شد، شکست خورده و کشته شد.